# Directeur général de la BBC
Le directeur général de la British Broadcasting Corporation est directeur général et depuis 1994, rédacteur en chef de la BBC.
Le titulaire du poste était auparavant nommé par le Conseil des gouverneurs de la BBC (de 1927 à 2007) puis par le BBC Trust (de 2007 à 2017). Depuis 2017, le directeur général est nommé par le Conseil d'administration de la BBC.
À ce jour, 17 personnes ont été nommées au poste de directeur général, auxquelles s'ajoutent deux autres personnes nommées à titre intérimaire. Le directeur général actuel est Tim Davie , qui a succédé à Tony Hall le 1er septembre 2020.

## Liste des directeurs généraux
| No. | Image | Directeur général               | Mandat            | Mandat            | Durée du Mandat | Honneur(s) |
| --- | ----- | ------------------------------- | ----------------- | ----------------- | --------------- | --- |
| 1   |       | Sir John Reith                  | 1 janvier 1927    | 30 juin 1938      | 11 ans          | Anobli le 1er janvier 1927, au début de son mandat de DG. Pairie le 21 octobre 1940, après avoir démissionné de son poste de DG. Nommé à l'Ordre du Chardon le 18 février 1969. |
| 2   |       | Sir Frederick Ogilvie           | 19 juillet 1938   | 26 janvier 1942   | 3½ ans          | Fait chevalier le 10 juin 1942, après avoir démissionné de son poste de DG |
| 3   |       | Sir Cecil Graves et Robert Foot | 26 janvier 1942   | 6 septembre 1943  | 19 mois         | Anobli en 1939, avant de devenir DG |
| 4   |       | Robert Foot                     | 6 septembre 1943  | 31 mars 1944      | 7 mois          | |
| 5   |       | Sir William Haley               | 1944              | 1952              | 8 ans           | Fait chevalier en 1946, pendant son mandat de DG |
| 6   |       | Sir Ian Jacob                   | 1952              | 1959              | 7 ans           | Anobli le 1er janvier 1960, après avoir démissionné de son poste de DG |
| 7   |       | Sir Hugh Greene                 | 1960              | 1969              | 9 ans           | Fait chevalier en 1964, pendant son mandat de DG |
| 8   |       | Sir Charles Curran (en)         | 1969              | 1977              | 8 ans           | Fait chevalier le 1er janvier 1974, pendant son mandat de DG |
| 9   |       | Sir Ian Trethowan               | 1977              | 1982              | 5 ans           | Anobli en 1980, pendant son mandat de DG |
| 10  |       | Alasdair Milne                  | 1982              | janvier 1987      | 5 ans           | |
| 11  |       | Sir Michael Checkland           | 1987              | 1992              | 5 ans           | |
| 12  |       | Sir John Birt                   | 1992              | 2000              | 8 ans           | Anobli le 27 octobre 1998 pendant son mandat de DG. |
| 13  |       | Greg Dyke                       | 2000              | 29 janvier 2004   | 4 ans           | |
| –   |       | Mark Byford (en)                | janvier 2004      | juin 2004         | 5 mois          | |
| 14  |       | Mark Thompson                   | 22 juin 2004      | 17 septembre 2012 | 8 ans           | Anobli le 17 juin 2023, après avoir démissionné de son poste de DG. |
| 15  |       | George Entwistle (en),          | 17 septembre 2012 | 10 novembre 2012  | 54 jours        | |
| –   |       | Tim Davie (en)                  | 11 novembre 2012  | 1 avril 2013      | 141 jours       | |
| 16  |       | Tony Hall                       | 2 avril 2013      | 31 aout 2020,     | 7 ans           | Pairie à vie le 19 mars 2010, avant sa nomination comme DG. |
| 17  |       | Tim Davie (en)                  | 1 septembre 2020  | Titulaire         |                 | |